# Arena (альбом)
Arena — первый официальный концертный альбом британской нью-вейв группы Duran Duran. Релиз альбома состоялся 12 ноября 1984 года и занял 6-е место в UK Albums Chart и 4-е в Billboard 200.

## Об альбоме
Пластинка содержит живые записи с концертов, проводившихся в рамках тура Sing Blue Silver 1983—1984 годов, предпринятого для раскрутки третьей студийной пластинки группы — Seven and the Ragged Tiger (1983).
Для раскрутки альбома, группой были выпущены два сингла — «The Wild Boys» (единственная студийная запись на альбоме, спродюсированная Найлом Роджерсом) и концертная версия песни «Save a Prayer» (вышел только в США).
К материалу альбома Arena критики отнеслись скептически, так как по их мнению «живые» версии песен группы звучали слишком отполировано, а шум толпы был слишком приглушенный, что наводило на мысль о том, что песни были записаны постановочным образом в студии с привлечением массовки на роль зрителей. Также альбом подвергся критике за то, что в него не были включены такие крупные хиты группы, как «The Reflex», «Girls On Film» и «Rio» (две последние впоследствии были включены в переиздание альбома в 2004 году).

## Список композиций
1. «Is There Something I Should Know?» (Самостоятельный сингл, 1983) — 4:34
2. «Hungry Like the Wolf» (Rio, 1982) — 4:01
3. «New Religion» (Rio, 1982) — 5:37
4. «Save a Prayer» (Rio, 1982) — 6:12
5. «The Wild Boys» — 4:18
6. «The Seventh Stranger» (Seven and the Ragged Tiger, 1983) — 5:05
7. «The Chauffeur» (Rio, 1982) — 5:23
8. «Union of the Snake» (Seven and the Ragged Tiger, 1983)— 4:09
9. «Planet Earth» (Duran Duran, 1981) — 4:31
10. «Careless Memories» — 4:07 (Duran Duran, 1981)
11. «Girls on Film» (Duran Duran, 1981) — 5:591
12. «Rio» (Rio, 1982) — 5:551

1
Композиции были добавлены в переизданную версию в 2004 году

## Участники записи

### Duran Duran
- Саймон Ле Бон — вокал, губная гармошка («Is There Something I Should Know?»), акустическая гитара («Save A Prayer»), окарина («The Chauffeur»)
- Ник Роудс — клавишные, семплирование, программирование
- Энди Тейлор — гитара, бэк-вокал
- Джон Тейлор — бас-гитара, бэк-вокал
- Роджер Тэйлор — ударные

### Сессионные музыканты
- Энди Хамильтон — саксофон («Union of the Snake», «Rio» и «Planet Earth»), клавишные («Save A Prayer», «Rio»)
- Рафаэль Диджизес — перкуссия
- Би Джи Нельсон — бэк-вокал
- Шармейн Бёрч — бэк-вокал

## Позиции в хит-парадах
Годовые чарты:
| Чарт (1984)                  | Позиция |
| ---------------------------- | ------- |
| Великобритания (Gallup Poll) | 31      |
| Чарт (1985)                  | Позиция |
| Канада (RPM Year-End)        | 72      |